# Vert Digue
Het natuurreservaat Vert Digue (Réserve Naturelle du Vert Digue) is een natuurgebied in de Henegouwse gemeente Komen-Waasten, gelegen langs de Leie tegenover Neerwaasten.
Het gebied is ontstaan toen de Leie bevaarbaar werd gemaakt voor schepen tot 1350 ton, waarbij bochten werden afgesneden. Dit werk werd beëindigd in 1983. Tussen de gekanaliseerde Leie en een afgesneden bocht is een natuurgebied van 26 ha ontstaan. Hierin bevindt zich open water, moerassen, droog weiland, struwelen en dergelijke. Er ontstond een afwisselende biotoop, en broedgebied voor talrijke vogelsoorten.
Het gebied is vrij toegankelijk.